# Mount Shishaldin
Mount Shishaldin nebo Shishaldin Volcano (rusky вулкан Шишалдина, aleutsky Sisagux̂ nebo Sisquk) je středně aktivní stratovulkán na aleutském ostrově Unimak, na jihozápadě Aljašky, ve Spojených státech amerických. Shishaldin je nejvyšším vrcholem Aleutských ostrovů, současně náleží k vrcholům s nejvyšší prominencí ve Spojených státech amerických (prominence je shodná s nadmořskou výškou 2 857 m). Vulkán má téměř dokonalý kuželovitý tvar o průměru 16 km v základně. Většina povrchu kužele –  zhruba jeho horní dvě třetiny – je pokryta silnou vrstvou sněhu a ledu. Ledový příkrov dosahuje rozlohy 91 km². Na severozápadní straně vrchol lemuje 24 menších parazitických kuželů.
V roce 1967 byl Shishaldin, který se nachází na území Izembecké národní přírodní rezervace (Izembek National Wildlife Refuge), zařazen na seznam amerických národních přírodních památek – National Natural Landmarks.

## Historie a původ názvu

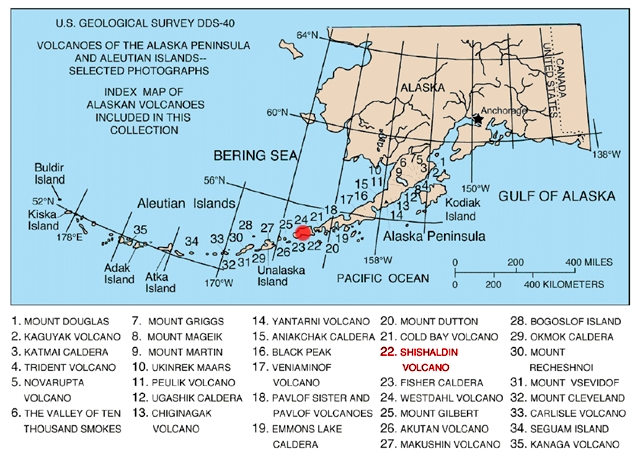
Poloha Shishladinu mezi aleutskými sopkami

Stáří vulkánu se odhaduje na necelých 10 000 let. Podloží kužele tvoří ledovcem erodovaná hornina starší sommy, pod níž jsou další vrstvy vulkanoklastických hornin pravděpodobně pozdního třetihorního stáří. Jméno hory Shishaldin (čti Šišaldin) je transkripcí staršího ruského názvu Шишалдина, který vznik úpravou aleutského jména sopky. Aleutský název Sisagux̂ nebo Sisquk  doslova znamená „hora, která mi ukazuje cestu, když jsem se ztratil.“ 
Shishaldin patří k nejaktivnějším sopkám nejen v Aleutském souostroví, ale i na celé Zemi. Za dobu sledování od roku 1775 zde bylo zaznamenáno 54 epizod zvýšené aktivity, z toho nejméně 24 erupcí. Poslední větší aktivita byla zaznamenána od července 2019 do první poloviny roku 2020.
Erupce nejsou obvykle příliš silné. V novodobé historii byla mohutnější pouze erupce, k níž došlo v dubnu a květnu roku 1999. Sloupec popela, vyvrženého sopkou, tehdy dosáhl výšky 45 000 stop, tj. téměř 14 kilometrů.

## Aktivita

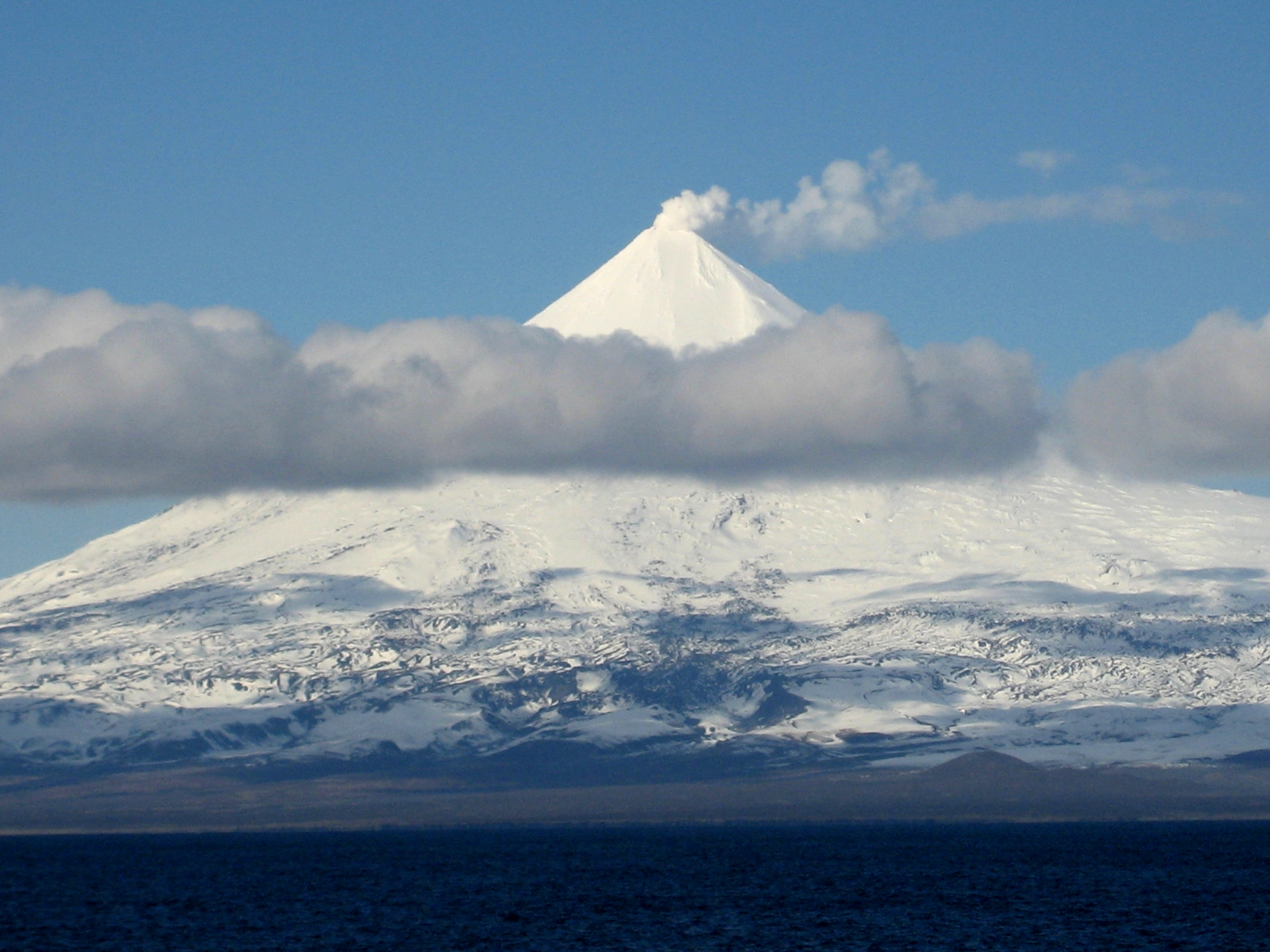
Shishaldin na konci srpna 2007
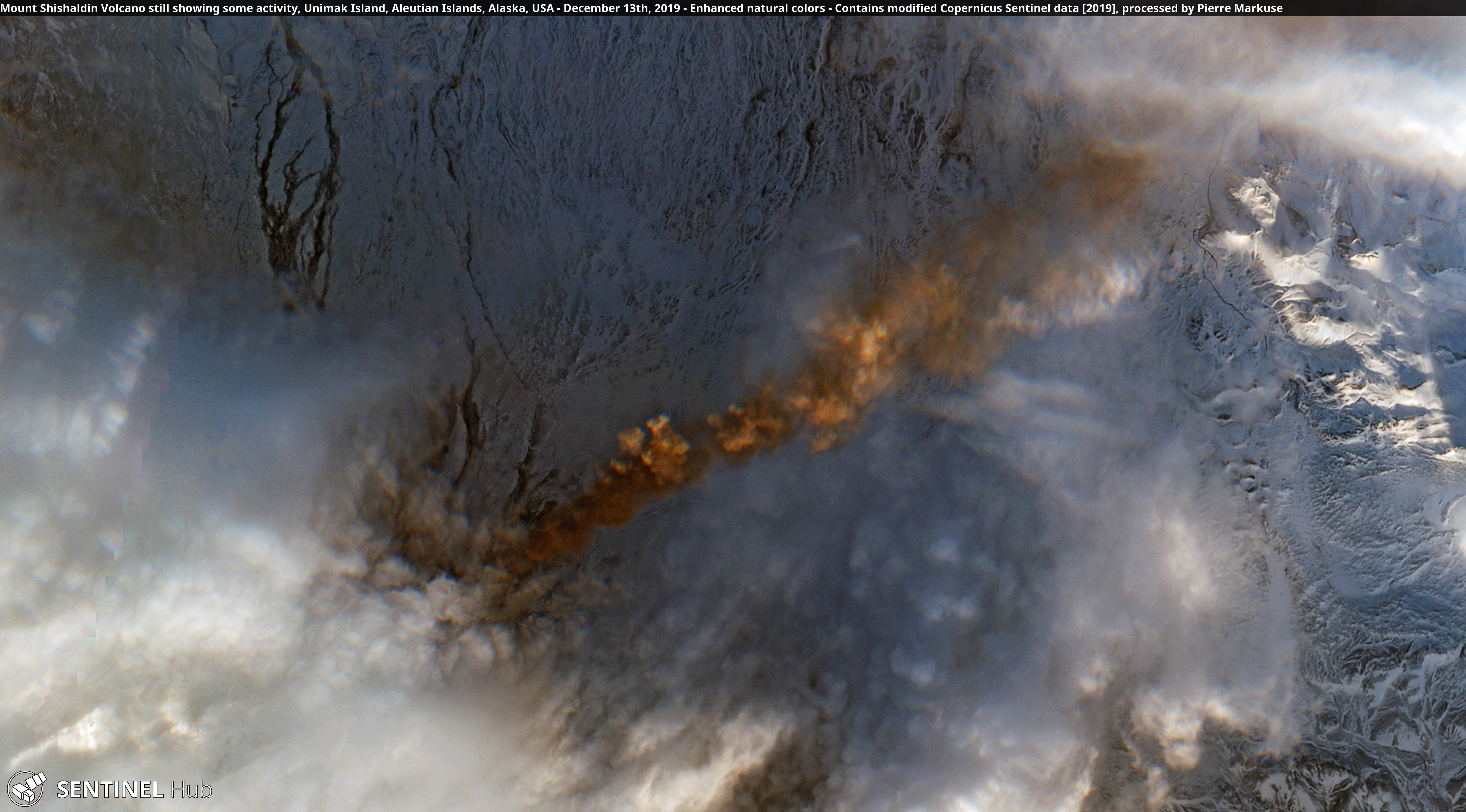
Fotografie z družice programu Copernicus (prosinec 2019)
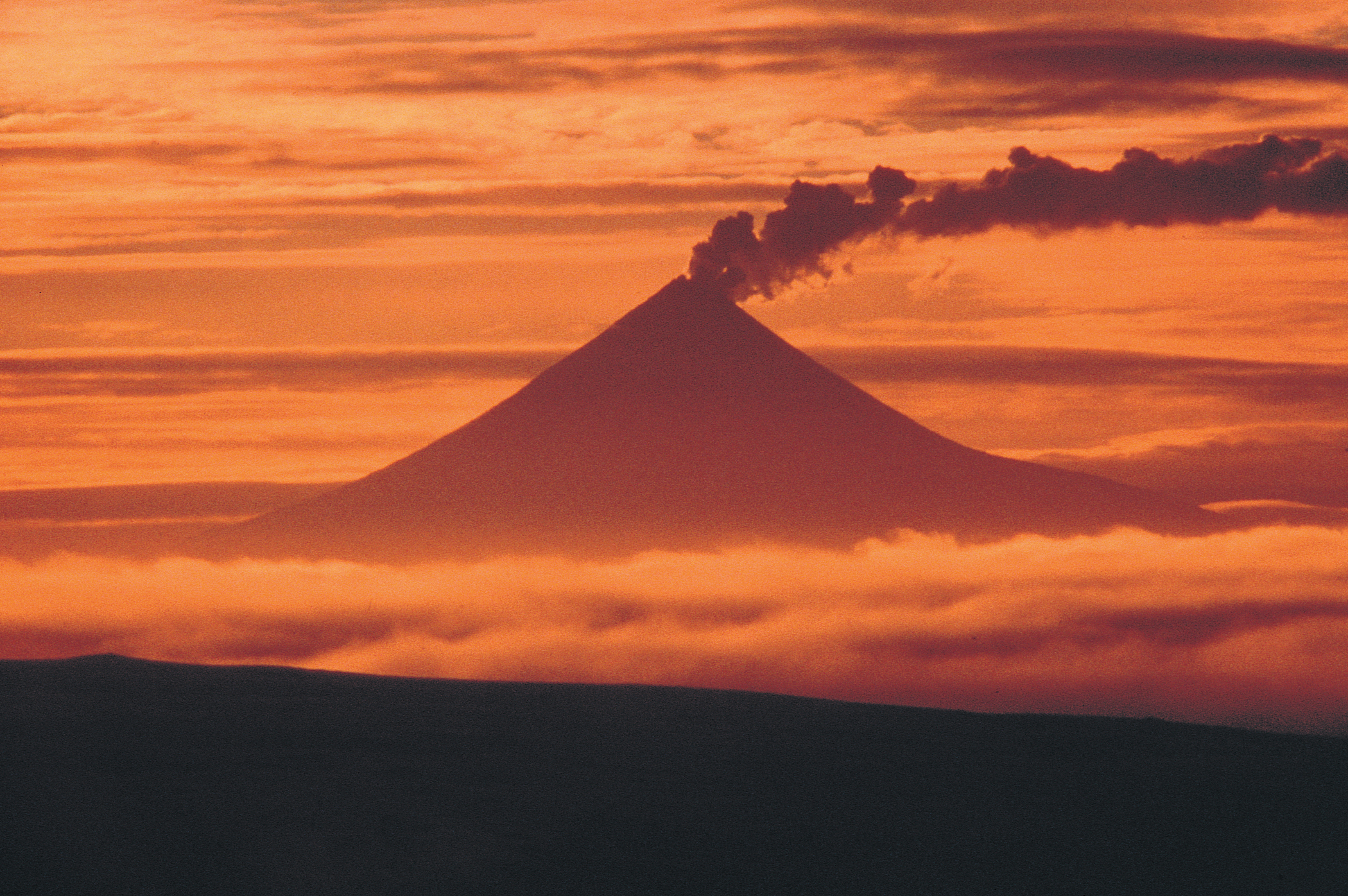
Pohled na sopku při západu slunce (květen 2015)
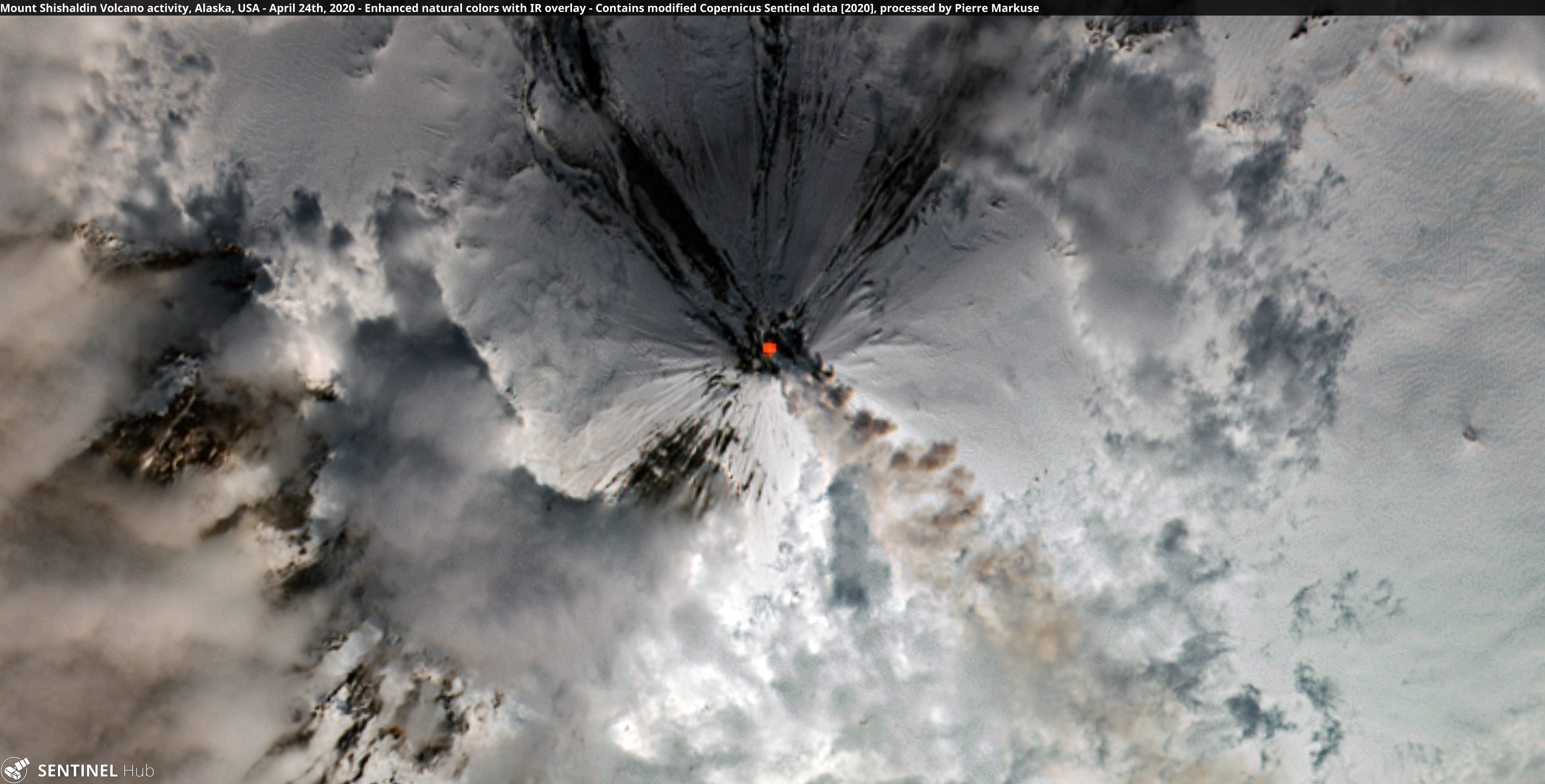
Snímek kráteru, pořízený družicí Sentinel 27. dubna 2020
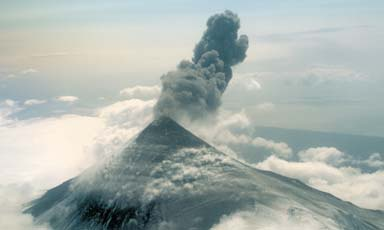
Erupce na jaře roku 1999